# Pelophylax perezi
La rana común (Pelophylax perezi) es una especie de anfibio anuro de la familia Ranidae. Es una rana de tamaño mediano a grande, pudiendo alcanzar los 11 cm de longitud en las hembras, aunque no suele sobrepasar los 8 cm. Posee una coloración verde y marrón muy variable, con manchas negras, con una línea vertebral verde más clara y sin la característica mancha temporal de las ranas pardas. El vientre es de color grisáceo.
El tímpano es conspicuo y los pliegues glandulares dorsolaterales están moderadamente desarrollados; ambos de color bronce. Es una rana muy estilizada, con largas patas. Tiene cuatro dedos en las extremidades anteriores y cinco en las posteriores que están unidos por membranas interdigitales muy desarrolladas. La pupila del ojo es horizontal. Los machos tienen sacos vocales de color grisáceo en las comisuras de la boca.
Llegan a vivir hasta seis años, aunque lo más habitual es dos o tres años.

## Distribución
Es una especie endémica de la península ibérica y del sur de Francia, apareciendo hasta casi los 2400 m s. n. m.
El límite de distribución septentrional no está claro. Se ha constatado la presencia de la especie hasta las cercanías de Lyon por el este y hasta el departamento de Vandea, por el oeste. Tampoco se conoce el límite en la parte central de la distribución francesa, donde es posible que se encuentre al sur de la cuenca del río Loira. Hacia el sur la especie no sobrepasa el estrecho de Gibraltar, no apareciendo en el África continental.
Ha sido introducida en las Islas Baleares (Mallorca, Menorca, Ibiza y Formentera), Canarias (excepto en El Hierro y Lanzarote), Azores y Madeira.

## Hábitat

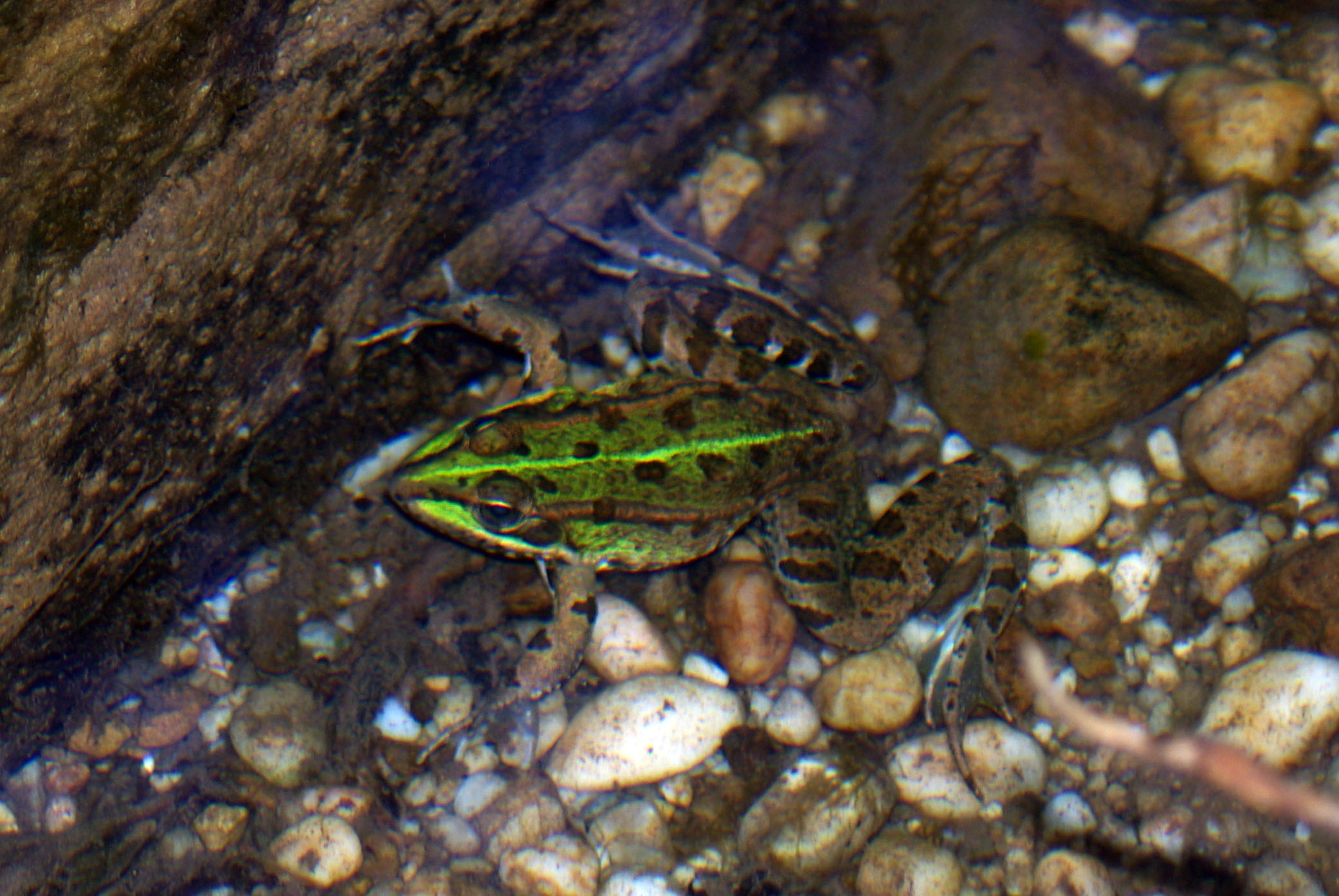
Es una especie estrictamente acuática.

Es una especie estrictamente acuática, apareciendo en todo tipo de masas de agua, aunque preferiblemente en ambientes permanentes. Es menos frecuente en las masas de agua fría, arroyos de montaña con pendiente excesiva y cursos de agua sombreados por un denso dosel arbóreo. Puede ser encontrada tanto en medios lóticos (ríos, arroyos, ramblas, acequias), donde selecciona zonas con escasa corriente, como lénticos (charcas, balsas agrícolas, marjales, zanjas, embalses). Incluso se han encontrado ejemplares en el interior de cuevas, en fuentes termales con temperaturas entre los 25 y 30 °C y en arroyos de montaña con temperaturas de 3 °C.
Ningún factor climático influye en su distribución, a no ser la altitud elevada. Ni siquiera la calidad del agua es un factor determinante en la presencia de esta rana, siendo el anfibio más resistente y con menos limitaciones de los que pueblan la Península, pudiendo frecuentar aguas eutróficas e, incluso, con un cierto grado de contaminación. Esto le hace ser una especie colonizadora temprana de hábitat modificados (incendios, contaminaciones) y de masas de agua de nueva creación.
Aparece en gran número de biotopos ya sea en la región bioclimática Mediterránea como en la Eurosiberiana, encontrándose buenas poblaciones en lugares muy alterados por la acción humana. Su presencia sólo se ve limitada por la ausencia de agua. Tolera muy bien la salinidad del medio existiendo poblaciones en dunas y arenales costeros con concentraciones de hasta 0,75 g/l.

## Alimentación
Se alimentan tanto de presas terrestres como acuáticas, aunque mucho más frecuentemente de las primeras. Fundamentalmente se alimentan de invertebrados, sobre todo dípteros (moscas y mosquitos), coleópteros (escarabajos) e himenópteros (abejas, avispas y hormigas). De forma ocasional se puede alimentar de pequeños vertebrados, como peces, aves, anfibios y reptiles. También puede practicar el canibalismo con ejemplares más pequeños y renacuajos.
Los renacuajos se alimentan de algas, detritos y fanerógamas del fondo, fitoplancton y perifiton de las masas de agua donde crecen.
Los adultos extienden sus zonas de campeo y alimentación a los alrededores de las masas de agua donde habitan, aunque nunca más lejos de cinco metros.

## Reproducción y desarrollo

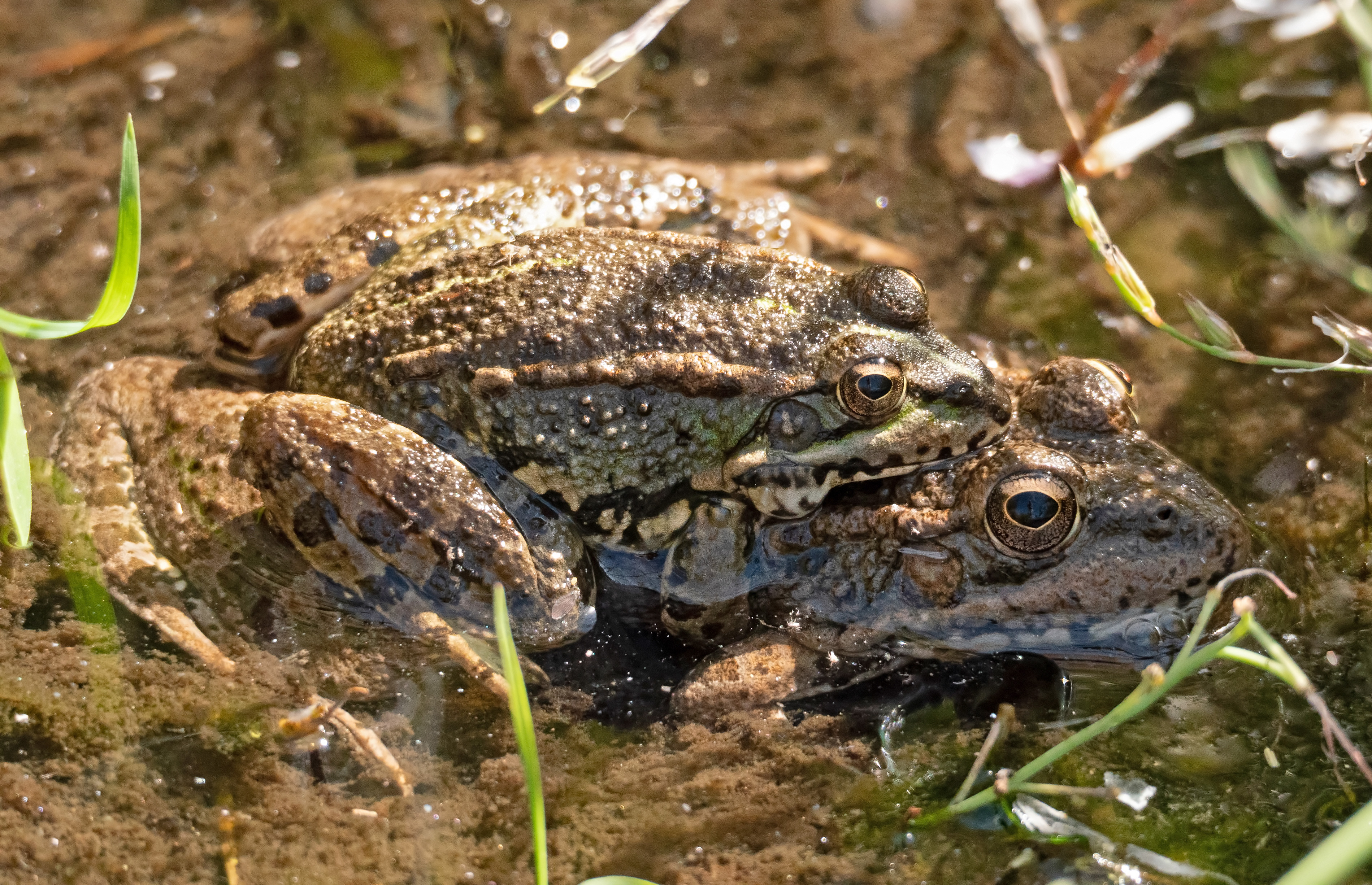
Amplexo (acoplamiento)

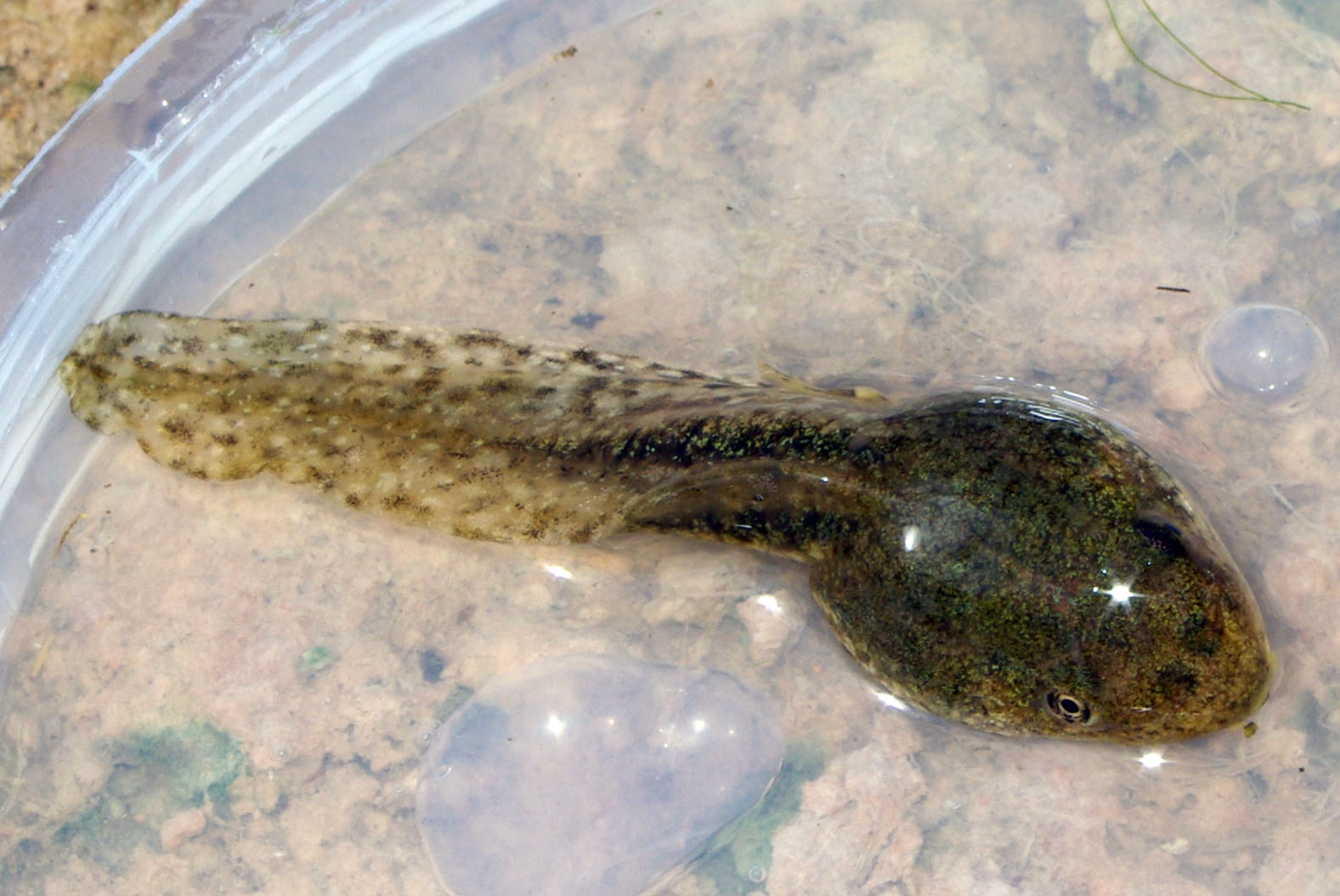
Renacuajo en fase ápoda.

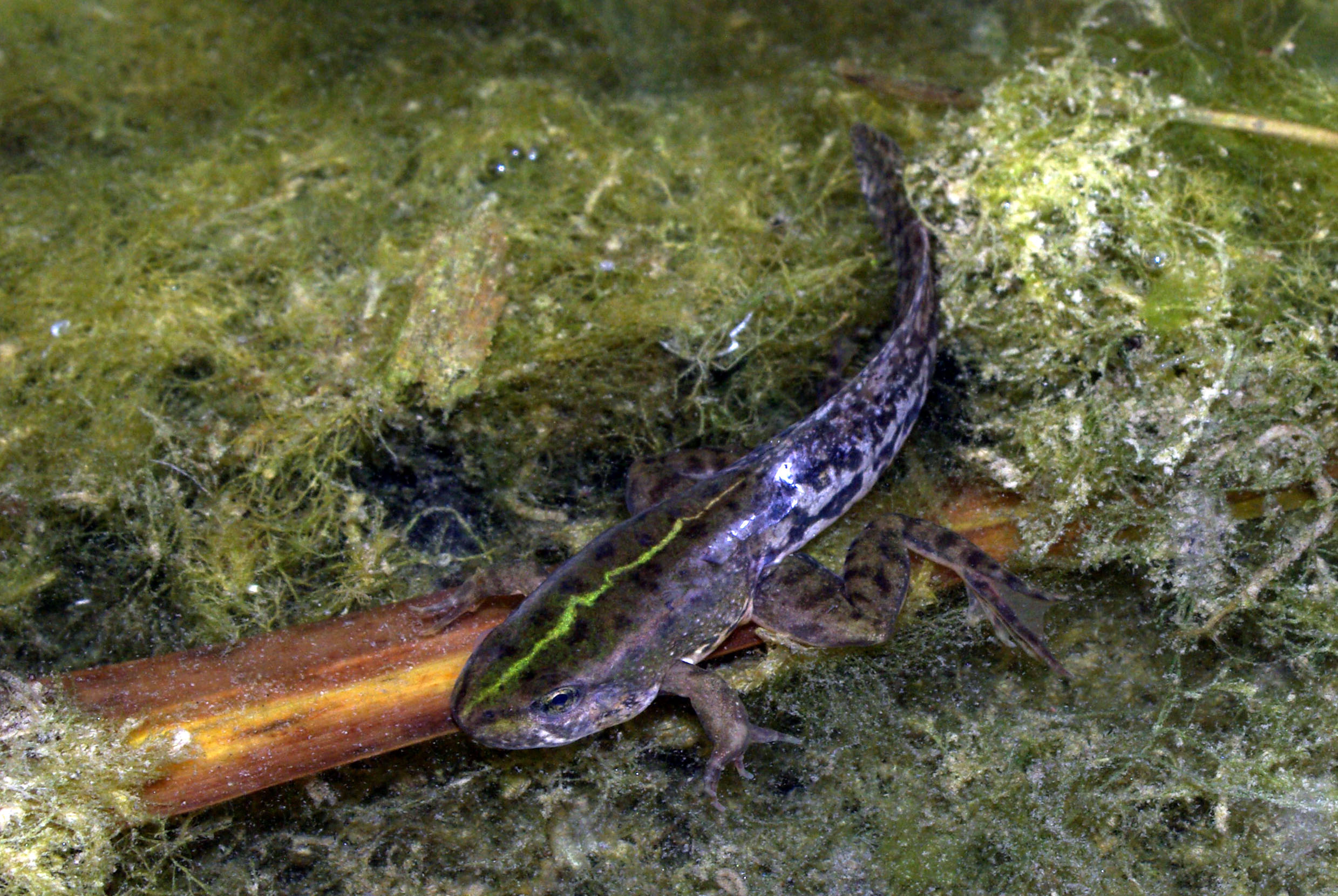
Renacuajo en fase tetrápoda.

El periodo reproductor abarca desde abril hasta julio, teniendo lugar principalmente en masas de agua permanentes. Los adultos seleccionan negativamente como hábitat reproductores ambientes con poco recubrimiento de vegetación de ribera. El amplexo es axilar. Los machos alcanzan la madurez sexual a los dos años de edad y las hembras al año. Se han relacionado con el cortejo dos formas de canto de los numerosos que emiten los machos. Otros se relacionan con la defensa de pequeños territorios.
Las hembras pueden desovar entre dos mil y siete mil huevos, con una media de unos dos mil trescientos, que suelen adherirse a la vegetación y al sustrato, pero también pueden encontrarse flotando en el agua. Emergen del huevo en cinco a ocho días y la metamorfosis comienza en ocho a doce semanas, aunque algunos renacuajos pueden pasar el invierno en ese estadio.
Los renacuajos pueden crecer hasta los 111 mm, pero lo habitual es que lo hagan entre 60 y 70 mm. El espiráculo se encuentra en el lado izquierdo y el ano se abre en el derecho, en la base de la cola. Los dentículos se ordenan en un número de filas simples, siendo la fórmula más habitual 2(2)/3(1). La aleta dorsal es baja, comenzando a la altura del espiráculo. La punta de la cola es puntiaguda. Su coloración es verde o marrón claro, con pequeñas manchas oscuras que son más densas y grandes en la cola, presentando un patrón de tres líneas longitudinales oscuras. La coloración ventral es blancuzca.
Durante su desarrollo habitan el fondo de masas de agua relativamente profundas, con características propias del verano —ya que es entonces cuando se reproducen y desarrollan— es decir, más pequeñas, con menor cobertura vegetal, mayor temperatura, y menores concentraciones de oxígeno disuelto que en la primavera. Cuando se desarrollan en charcas temporales tienden a hacerlo en las zonas más profundas y con más vegetación sumergida.

## Comportamiento

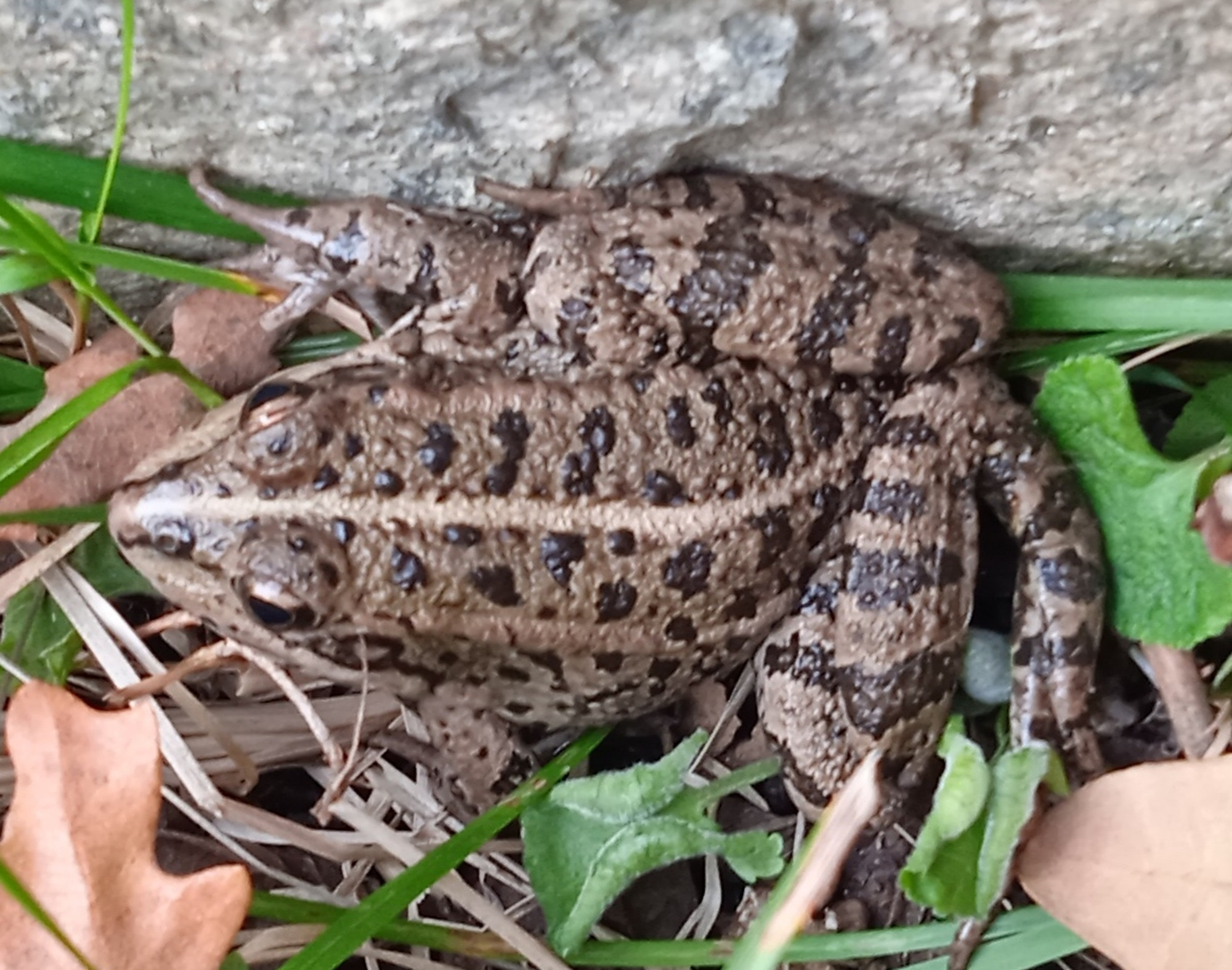
Rana fuera del agua

En las zonas más frías pueden presentar una reducción metabólica invernal de duración variable, pero en la mayoría de las zonas que ocupan se las puede encontrar activas durante todo el año. Son tanto diurnas como nocturnas, decreciendo su actividad en las horas de mayor insolación durante el verano.
Los ejemplares subadultos ocupan con mayor frecuencia masas de agua temporales de escasa profundidad y arroyos con corriente rápida, donde no suelen encontrarse adultos. Los juveniles ocupan espacios sin depredadores. Comparte hábitat con otras especies de anfibios de hábitos terrestres cuando éstas acuden a las masas de agua a reproducirse.
Cuando detectan la presencia de un depredador huyen hacia el agua como mecanismo de defensa. Entre sus depredadores más frecuentes se encuentran aves (cigüeñas, garzas, rapaces, etc) y mamíferos (nutria, visón, jabalí, etc), aunque también se alimentan de ellas peces (lucio, black bass), anfibios (sapo de espuelas, canibalismo), reptiles (género Natrix, otras serpientes) y crustáceos (cangrejos de río).

## Evolución
Como otras ranas verdes europeas, presenta un proceso evolutivo raro en los vertebrados que viene regulado por un mecanismo reproductor denominado hibridogénesis. El complejo hibridogenético de la rana verde común comprende a P. perezi y al híbrido con P. ridibundus que producen la rana híbrida de Graf.

## Explotación
Es el único anfibio autóctono de la península ibérica que es explotado en ranifactorías para su comercialización. Además, su pesca en España está regulada en distintas comunidades autónomas.

## Amenazas
- La pérdida de hábitat por desecación de masas de agua, construcción y edificación, etc.
- La excesiva contaminación de las aguas.
- La introducción de especies alóctonas como la rana toro americana (Lithobates catesbeianus) procedente de ranifactorías.
- La hibridación con Pelophylax ridibundus y con Pelophylax lessonae supone una contaminación genética. Además, el híbrido de P. perezi x P. ridibundus, Pelophylax kl. grafi, puede desplazar y hacer desaparecer a la especie parental, ya que es mucho más fértil y viable.[3]